# Maputsoe
Maputsoe (ou Maputsoa) é uma cidade do Lesoto localizada no distrito de Leribe. De acordo com o censo realizado em 1996, a cidade possuía 27.951 habitantes.
- latitude: 28° 52' 60 Sul
- longitude: 27° 53' 60 Leste
- altitude: 1.620 metros